# Epipedocera scutata
Epipedocera scutata är en skalbaggsart som beskrevs av Holzschuh 1992. Epipedocera scutata ingår i släktet Epipedocera och familjen långhorningar. Inga underarter finns listade i Catalogue of Life.